# Азербайджано-молдавские отношения
Азербайджано-молдавские отношения (азерб. Azərbaycan–Moldova münasibətləri) (рум. Relațiile azero-moldovenești) — двусторонние дипломатические отношения между Азербайджаном и Молдовой в политической, экономической и иных сферах.
Страны являются членами СНГ.

## Дипломатические отношения
Молдова признала независимость Азербайджана 21 декабря 1991 года. Дипломатические отношения установлены 29 мая 1992 года.
Посольство Азербайджана в Молдове открылось 5 октября 2005 года. Посольство Молдовы в Азербайджане открыто 1 ноября 2005 года.
В парламенте Азербайджана действует двусторонняя рабочая группа по отношениям с Молдовой. Рабочая группа создана 7 марта 1997 года. Руководитель группы — Сабир Гаджиев.
Обе страны являются участниками и основателями ГУАМ.
В Молдавии состоялся ряд официальных встреч по мирному урегулированию и переговорам по нагорно-карабахскому конфликту. 6 октября 2002 года президент Азербайджана Гейдар Алиев встретился с президентом Армении Робертом Кочаряном, а через некоторое время Ильхам Алиев встретился с Сержем Саргсяном 8-9 октября 2009 года в Кишинёве.
В 2019 году в Секретариате ГУАМ в Киеве состоялась первая встреча высокопоставленных представителей дипломатических академий и ведомств при министерствах иностранных дел стран-участниц ГУАМ. В ходе встречи был подписан Меморандум о взаимопонимании между Университетом ADA при Министерстве иностранных дел Азербайджанской Республики и Дипломатическим институтом Министерства иностранных дел и европейской интеграции Республики Молдова.
Между двумя странами подписано 59 документов.
21-23 июня 2017 года Игорь Додон, Президент Республики Молдова, посетил с официальным визитом Азербайджан.
15-17 марта 2018 года Игорь Додон посетил Азербайджан для участия в VI Глобальном Бакинском Форуме.
14-16 марта 2019 года Игорь Додон посетил Азербайджан для участия в VII Глобальном Бакинском Форуме.
9 сентября 2014 года министр иностранных дел и европейской интеграции Молдовы принял участие в неформальном диалоге министров иностранных дел стран Восточного партнерства в Баку.
12-15 декабря 2018 года министр иностранных дел и европейской интеграции Молдовы совершил рабочий визит в Азербайджанскую Республику для участия в заседании ОЧЭС в Баку.

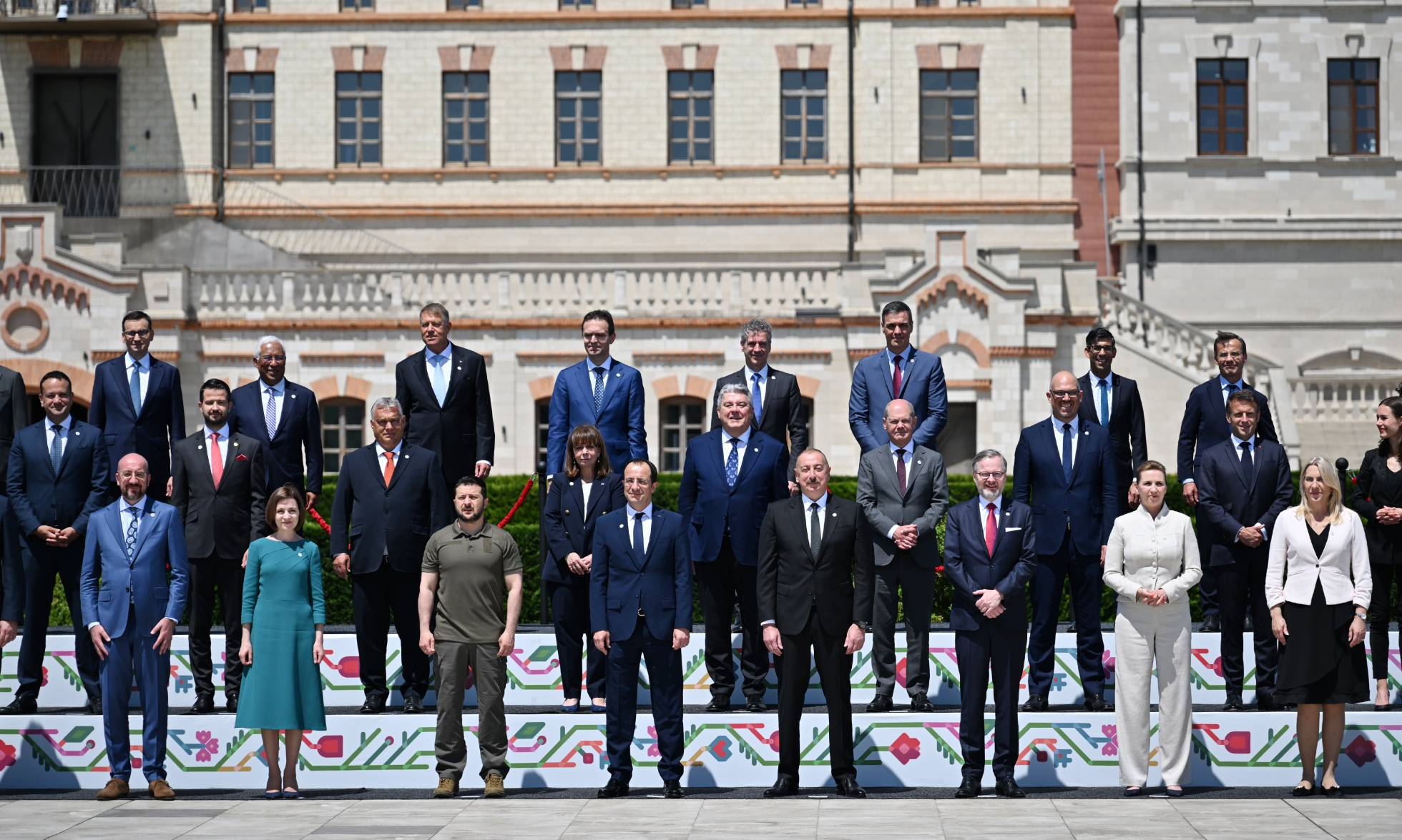
Второй саммит Европейского политического сообщества Молдова Июнь 2023

10 октября 2022 года премьер-министр Молдовы Наталья Гаврилица посетила с официальным визитом Азербайджан.
31 мая 2023 года президент Азербайджана Ильхам Алиев посетил Молдову с целью принять участие на Втором саммите Европейского политического сообщества. В рамках визита состоялась встреча с президентом Молдовы Майей Санду, премьер-министром Молдовы Дорином Речаном. 1 июня Ильхам Алиев принял участие в саммите, прошедшем в с. Бульбоака в 35 км от Кишинёва. В саммите приняли участие государств и правительств около 50 стран.
12 ноября  2024 года президент Молдовы Майя Санду посетила Баку с целью принять участие на саммите COP29. В рамках визита она встретилась с президентом Азербайджана Ильхам Алиевым.

## Экономические связи

### Товарооборот (тыс. долл)
| Год  | Экспорт Азербайджана | Импорт Азербайджана | Сумма товарооборота |
| ---- | -------------------- | ------------------- | ------------------- |
| 2016 | 498,8                | 3 963,6             | 4 462,4             |
| 2017 | 241,5                | 6 752,3             | 6 893,8             |
| 2018 | 30,2                 | 349,3               | 379,5               |
| 2019 | 362.04               | 2 324.78            | 2 686.82            |
| 2020 | 3 780,20             | 4 041,64            | 7 821,84            |
| 2021 | 1 285,96             | 5 000,89            | 6 286,85            |
| 2022 | 18 609,75            | 5 240,51            | 23 850,26           |
| 2023 | 10 241,15            | 5 135,59            | 15 376,74           |
| 2024 | 5 122,16             | 4 978,29            | 10 100,45           |

Экспорт Азербайджана: пластмассовые изделия, фруктовые соки, красители.
Экспорт Молдовы: лекарственные препараты, насосы, бумажные изделия.
Действует межправительственная комиссия по двустороннему сотрудничеству.
В Молдове действует 126 азербайджанских компаний. В Азербайджане действует 6 молдавских компаний.

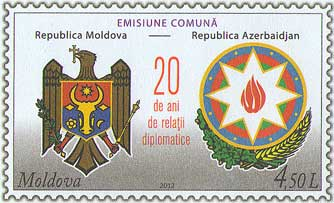
Почтовая марка Молдавии, посвящённая двадцатилетию дипломатических отношений

## В области культуры
В 2005 году в столице Молдовы, Кишинёве (улица Трандафилор) был установлен бюст поэту Низами Гянджеви.
В декабре 2009 года в Комрате, столице Гагаузской автономной области Молдовы, был установлен бюст Гейдара Алиева.
В 2017 году в Кишинёве прошел международный конкурс песни, танца и моделирования, а также фестиваль талантливых звезд с участием 18 стран, организованный ЮНЕСКО. Азербайджанскую Республику на фестивале представлял Гусейн Иманов. Он исполнил песню «Суверенитет народа» известного композитора Молдовы Иона Алдеа Теодоровича и занял первое место.
В 2015 году почтовые отделения Азербайджана и Молдовы выпустили совместные почтовые марки.
8 ноября 2021 года в сквере у посольства Азербайджана в Молдове был открыт барельеф, посвященный Дню Победы.

С 8 по 11 октября 2023 года кинематографисты Молдовы примут участие в III кинофестивале тюркского мира «Коркут Ата» в Баку. На фестивале будут представлены фильмы Гагаузии.

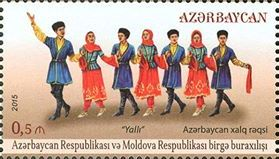
Азербайджанская марка. Изображён танец яллы
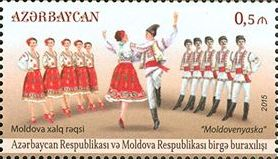
Азербайджанская марка
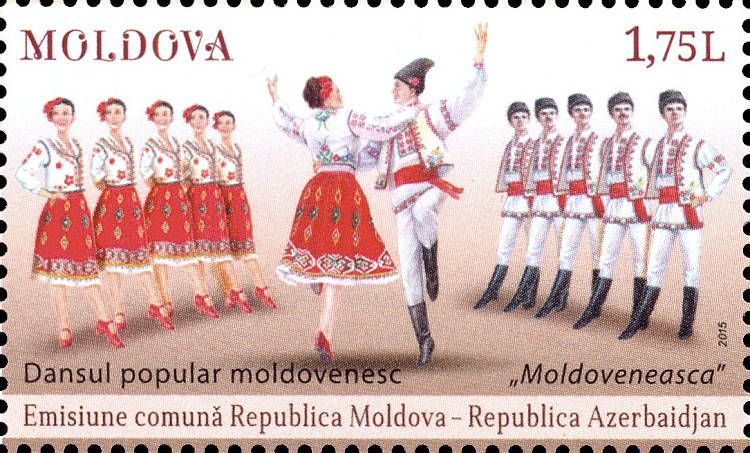
Молдавская марка. Изображена Молдовеняска
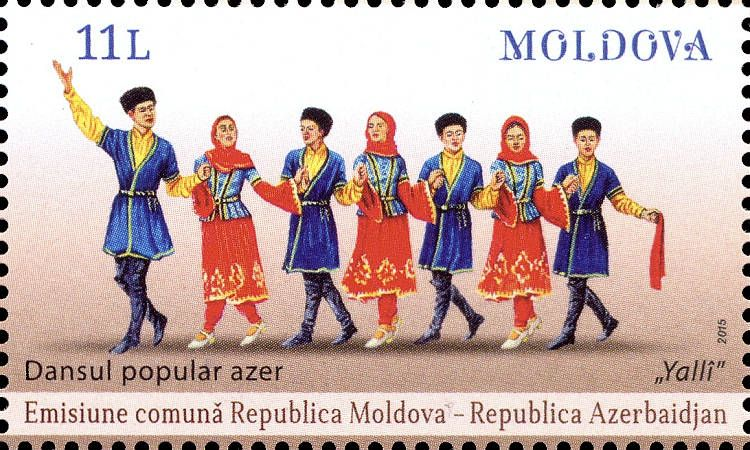
Молдавская марка

## В области туризма
15 сентября 2023 года компанией «Азербайджанские авиалинии» запущен авиарейс Баку — Кишинёв.